# Szczecin (województwo łódzkie)
Szczecin – wieś w Polsce położona w województwie łódzkim, w powiecie brzezińskim, w gminie Dmosin.

## Historia
Wieś szlachecka Wszczecin położona była w drugiej połowie XVI wieku w powiecie rawskim ziemi rawskiej województwa rawskiego. W latach 1975–1998 miejscowość położona była w województwie skierniewickim.
Częścią miejscowości jest tzw. Jesionka.
Wieś zamieszkuje diaspora Kościoła Katolickiego Mariawitów, utrzymująca kontakt z parafią w Niesułkowie. Mariawici felicjanowscy ze Szczecina odprawiają adorację ubłagania 14. dnia każdego miesiąca. Miejscowi wierni Kościoła Starokatolickiego Mariawitów (mariawici płoccy) należą do parafii w Lipce.